# Swingujący Londyn

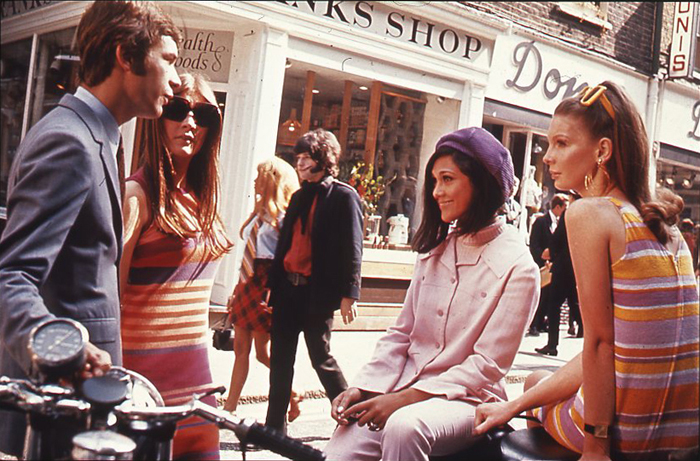
„Swingujący Londyn,” Carnaby Street, około 1966 roku

Swingujący Londyn – uniwersalne określenie używane w odniesieniu do mody oraz kultury, które rozkwitły w latach sześćdziesiątych XX wieku w Londynie.

## Zjawisko
Zjawisko to było nastawione na młodzież, akcentując to, co nowe i współczesne w okresie optymizmu i hedonizmu oraz rewolucji kulturowej. Jedną z inspiracji stanowiło uzdrowienie brytyjskiej gospodarki po czasie powojennych oszczędności, które trwały aż do lat pięćdziesiątych. Dziennikarz Christopher Booker, twórca satyrycznego czasopisma Private Eye, tak wspominał „czarujący” charakter swingujących lat sześćdziesiątych: „Wydawało się, że na zewnątrz tej bańki nie ma nikogo, kto by obserwował, jak dziwne, powierzchowne i egocentryczne, a nawet straszne to było”.
„Swingujący Londyn” został zdefiniowany przez magazyn Time w numerze z 15 kwietnia 1966 roku i był rozpowszechniany przez piracką radiostację Swinging Radio England, która rozpoczęła swoją działalność 3 maja tego samego roku. Jednakże określenie „swingujący” w znaczeniu „znany” lub „modny” było używane już od wczesnych lat sześćdziesiątych, w tym przez Normana Vaughana w jego „swinging/dodgy” show w programie Sunday Night at the London Palladium. W 1965 roku Diana Vreeland, redaktorka czasopisma Vogue, powiedziała, że „Londyn jest obecnie najbardziej swingującym miastem świata”. Później tego roku, amerykański piosenkarz Roger Miller nagrał swój przebój England Swings, który ze słowami takimi, jak „Policjanci na rowerach, dwóch na dwóch” ukazywał stereotypowy obraz Anglii.

## Muzyka
Zwiastowany już w powieści Colina MacInnesa Absolutni debiutanci z 1959 roku, swingujący Londyn rozwinął się do połowy lat sześćdziesiątych i obejmował muzykę zespołów The Beatles, The Rolling Stones, The Kinks, The Who, The Small Faces oraz innych artystów z tak zwanej w Stanach Zjednoczonych „brytyjskiej inwazji”. Rock psychodeliczny zyskał znacząco na popularności dzięki twórczości artystów takich, jak Jimi Hendrix, Cream i Pink Floyd. Ten gatunek muzyczny był nadawany przez pirackie rozgłośnie radiowe, w tym Radio Caroline, Wonderful Radio London oraz Swinging Radio England.

## Moda i symbole
W okresie swingującego Londynu, moda i fotografia były eksponowane w magazynie Queen, który zwracał uwagę czytelników na projektantkę mody Mary Quant.
Kolejną ikoną epoki, a zarazem jedną z pierwszych światowych supermodelek była Jean Shrimpton – najlepiej zarabiająca i najczęściej fotografowana modelka tego okresu.
Shrimpton okrzyknięto „Twarzą Lat Sześćdziesiątych”, dekady, podczas której wielu uznawało ją za „symbol swingującego Londynu” oraz „ucieleśnienie lat sześćdziesiątych”. Innymi znanymi modelkami tego okresu były Veruschka, Peggy Moffitt i Penelope Tree. Modelka Twiggy została „Twarzą 1966 roku” oraz wraz z innymi kobietami (między innymi z prowadzącą w latach 1964–1966 telewizyjny rock show Ready Steady Go! Cathy McGowan) określano ją „królową Modu”.
Trendy związane z subkulturą Mod takie, jak minispódniczka ożywiały okolice handlowe, w tym Carnaby Street w Soho oraz King’s Road w Chelsea. Moda swingującego Londynu stanowiła symbol kultury młodzieżowej.
Flaga brytyjska, zwana Union Jack, stała się symbolem, asystując takim wydarzeniom, jak domowe zwycięstwo Anglii w Mistrzostwach Świata w Piłce Nożnej w 1966 roku. Samochód Mini-Cooper (wypuszczony na rynek w 1959 roku) był używany przez flotę taksówek wyróżniających się reklamami, pokrywającymi ich lakier.

## Film
Fenomen lat sześćdziesiątych został ukazany w filmach z epoki, zarówno tych gloryfikujących, jak i prześmiewczych.
Zaliczają się do nich: Powiększenie (1966) Michelangelo Antonioniego, Darling (1965), Sposób na kobiety (1965), Alfie (1966), Morgan: przypadek do leczenia (1966), Georgy Girl (1966), Modesty Blaise (1966), Casino Royale (1967), Smashing Time (1967), Dusza na sprzedaż (1967), Życie w Battersea (1968), Jeżeli... (1968), Christian Czarodziej (1969) oraz Przedstawienie (1970).
Filmy komediowe Austin Powers: Agent specjalnej troski (1997) i Austin Powers: Szpieg, który nie umiera nigdy (1999) wskrzesiły symbolikę okresu swingującego Londynu, podobnie, jak film z 2009 roku Radio na fali.

## Telewizja
Jednym z seriali telewizyjnych, które odzwierciedlały ducha swingującego Londynu był Rewolwer i melonik (1961-1969). Program telewizji BBC Take Three Girls jest znany dzięki pierwszej głównej roli Lizy Goddard, sugestywnej folk-rockowej piosence tytułowej (Light Flight zespołu Pentangle) oraz dzięki scenom, w których bohaterki pokazywano zarówno podczas ubierania, jak i rozbierania się.
W odcinku serialu BBC Adam Adamant Lives!, Adamant (Gerald Harper) – edwardiański poszukiwacz przygód zawieszony w czasie od roku 1902 – słyszy zdanie „Oto Londyn 1966 roku – swingujące miasto”. Podobnie, jeden z odcinków serialu detektywistycznego Man in a Suitcase rozpoczyna się stwierdzeniem „To jest Londyn... Swigujący Londyn”.

## Książki
Powieści szpiegowskie Adama Dimenta opisywały przygody Philipa McAlpine’a – palącego trawkę, wymuskanego, długowłosego, brytyjskiego szpiega prosto z Carnaby Street.